# Арга (хребет)
Хребет Арга (Гремячихин хребет) — расположен к югу и юго-западу от Ачинска внутри излучины Чулыма, на востоке сливается с Кемчугскими горами. Одни авторы относят хребет к Восточному Саяну, по мнению других, Арга представляет как бы мост, соединяющий Кузнецкий Алатау с системой Восточного Саяна. Арга — древний, сильно сглаженный, невысокий хребет, идущий в направлении восток-северо-восток, в центральной части покрытый тайгой, в восточной — обнажённый. В наивысшей точке (гора Голая Сопка) достигает 465,5 м. С хребта Арга стекают реки Мазулька, Каменка и др., имеющие крутое падение. По реке Мазульке известно крупное железо-марганцевое месторождение. На хребте встречается много ядовитых змей.